# Verena von Mitschke-Collande

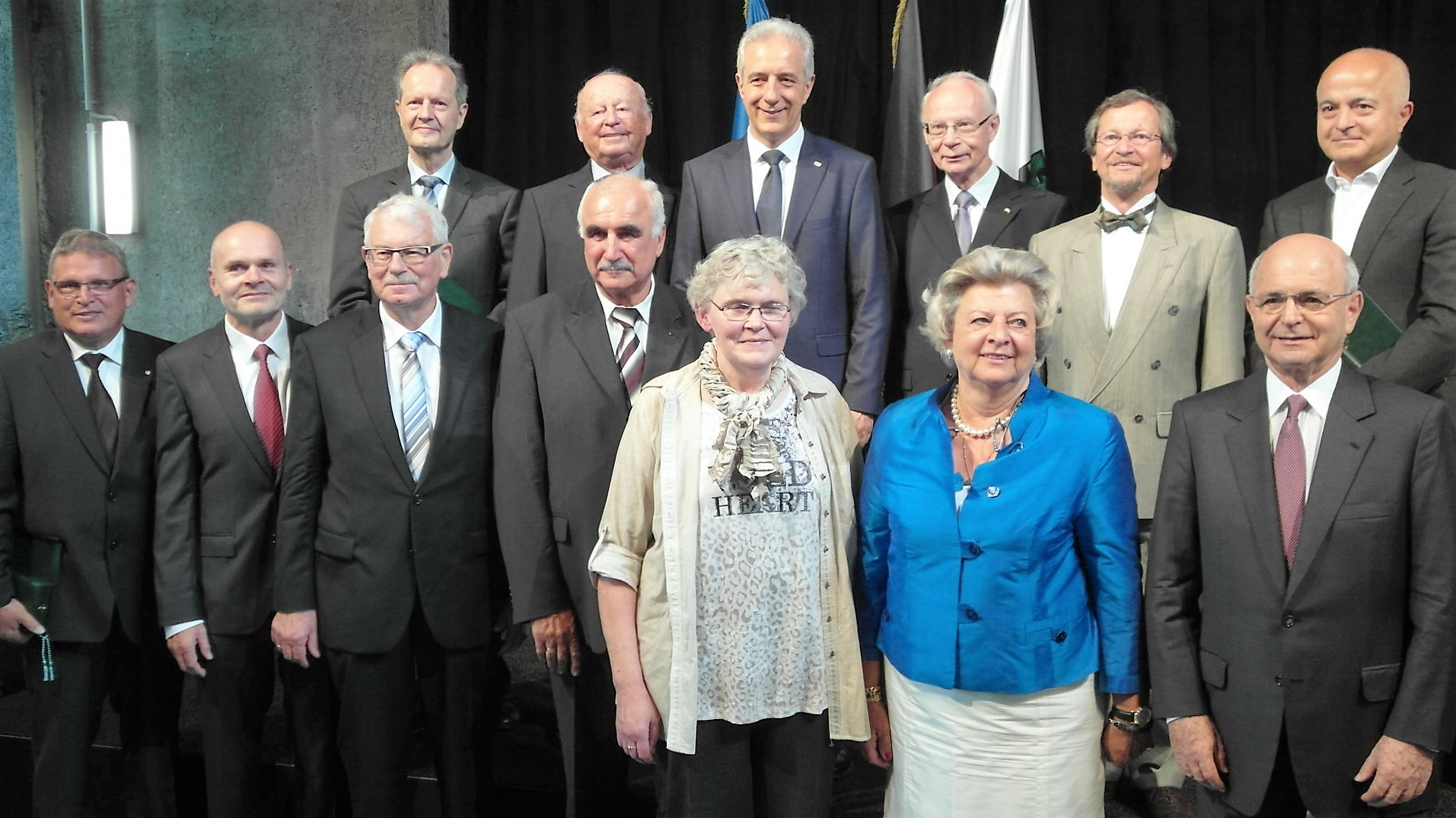
Verleihung des Sächsischen Verdienstordens 2015 durch Ministerpräsident Stanislaw Tillich: Verena von Mitschke-Collande, vordere Reihe, 2. Person von rechts.

Verena von Mitschke-Collande (* 2. Februar 1949) ist eine deutsche Stifterin, Multimillionärin, Miterbin und Eigentümerin des Unternehmens Giesecke+Devrient.

## Biografie
Verena von Mitschke-Collande ist die Tochter des Unternehmers Siegfried Otto und der Unternehmenserbin Jutta Devrient. Das Unternehmen Giesecke+Devrient erbten sie und ihre jüngere Schwester Claudia Miller nach dem Tod des Vaters im Jahr 1997 zu gleichen Teilen. Die Brüder wurden 1994 vorzeitig ausbezahlt.
Im Jahr 2003 erhielten Mitschke-Collande und Claudia Miller-Otto, Töchter von Siegfried Otto, dessen Stieftochter kurz mit Thomas Kramer verheiratet war, durch eine Einigung vor einem Schweizer Gericht den Anspruch auf einen Betrag von über 90 Millionen US-Dollar von Kramer, weil Otto den Kauf von Häusern auf Star Island in Florida finanziert hatte. Im Herbst 2006 verkaufte Claudia Miller ihre Unternehmensanteile für geschätzte 350 bis 400 Mio. Euro an Mitschke-Collande, die damit alleinige Eignerin der Giesecke+Devrient wurde.
Die aus der Ehe mit Hans-Christoph von Mitschke-Collande (* 1940) hervorgegangenen vier Kinder (Celia, Gabriel, Marian, Sylvius) sind seit 2012 auch am Unternehmen beteiligt. Verena von Mitschke-Collande war von 2009 bis Anfang April 2024 Mitglied des Aufsichtsrates von Giesecke+Devrient. Gegen Mitte des Jahres 2015 übertrug sie die Leitung der 2012 gebundenen Vermögensverwaltungsgesellschaft ihrem Sohn Sylvius.
Mitschke-Collande ist Initiatorin und Vorsitzende des Stiftungsrates der 2010 gegründeten Giesecke+Devrient Stiftung, die die 1999 von ihr gegründete Stiftung Werkstattmuseum für Druckkunst finanziell unterstützt.
Sie ist Mitglied des Kuratoriums der Förderer und Freunde der Bayerischen Staatsbibliothek (BSB).
2015 lag das geschätzte Finanzvermögen der Familie von Mitschke-Collande bei 350 Mio. Euro, wodurch sie zu den 500 reichsten deutschen Familien gehörte.
2019 lag die Familie in der Liste der reichsten Deutschen Familien des Manager Magazins mit  800 Mio. Euro auf Platz 204. Sie lebt in Tutzing am Starnberger See.

## Auszeichnungen
Ihr wurde am 20. Juli 2011 der Bayerische Verdienstorden verliehen.
Im Jahr 2015 erhielt sie den Sächsischen Verdienstorden für ihre wirtschaftliche und kulturelle Förderung im Bundesland Sachsen.
2019 erhielt sie eine Ehrenmedaille der Stadt Leipzig für den Aufbau und Erhalt des Museums für Druckkunst.